# Гулимин
Гулимин (араб. كلميم‎) — марокканский город, расположенный на юге Марокко, часто называемый вратами пустыни (портом пустыни). Население города составляет 117 998 человек (2014 год). Столица области Гулимим-Эс-Смара, который располагается на юге Марокко (на юге области Сус-Масса-Драа) и на севере Западной Сахары. Город является одним из крупнейших верблюжьих рынков. В 1960-е годы, когда хиппи «открыли» там некоторые виды красочного африканского бисера, вскоре он стал известен как «Гулиминов бисер», хотя он на самом деле производился в Европе, главным образом в Венеции.